# Мичуринское (Хабаровский край)
Мичу́ринское — село Хабаровского района Хабаровского края Российской Федерации. Административный центр Мичуринского сельского поселения.

## География
Расположено на правом берегу Амура в районе истока протоки Хохлацкой в пяти километрах севернее Хабаровска.

## История
Постановлением бюро Хабаровского Горисполкома ВКП(б) от 1 октября 1940 года на территории Воронежского сельсовета было организовано подсобное хозяйство огородно-овощного и животноводческого направления им. Молотова завода «Дальдизель». Был построен птичник, свинарник, коровник, парники. В подсобном хозяйстве засевалась пшеница, овес на корм скоту, выращивались огородно-овощные культуры. Продукция направлялась в заводскую столовую. Были заложены первые сады. В годы войны на территории села располагался полигон завода, на котором испытывалось зенитное и другое вооружение. В 1947 году открыт продовольственный ларек. Примерно в 1952 году организовано 4-е отделение Хабаровского овощесовхоза, которое имело наряду с животноводческим направлением и садоводческое: расширялись площади под плодовые культуры. В 1959 году открыт фельдшерско-акушерский пункт, построен и открыт клуб. 16 января 1960 года открыта библиотека, ведётся активное жилищное строительство.
В 1969 г. указом президиума ВС РСФСР селение 4-го отделения Хабаровского совхоза переименовано в село Мичуринское.
В 1972 году на базе 4-го отделения Хабаровского овощесовхоза организован плодово-ягодный совхоз «Мичуринский». В совхозе выращивали грушу, яблони, сливы, абрикос, смородину, малину и вишню.
С 5 апреля 1973 г. село Мичуринское является центром новообразованного Мичуринского сельского Совета. С 1992 г. Мичуринское — центр Мичуринской сельской администрации. С 28 июля 2004 года Мичуринское является центром Мичуринского сельского поселения.

## Население
| 1992 | 2002 | 2010 | 2011 | 2012  | 2021  |
| ---- | ---- | ---- | ---- | ----- | ----- |
| 960  | ↘913 | ↗987 | ↗990 | ↗1061 | ↗1357 |

## Экономика
В селе находится сельскохозяйственная производственная компания «Мичуринское» (наследник совхоза «Мичуринский»). Работают предприятия добычи песчано-гравийной смеси. Активно ведётся строительство коттеджных посёлков.

## Транспорт
Через село проходит маршрут автобуса № 114: Хабаровск (автовокзал) — Виноградовка ( — Фёдоровка).
В летнее время неподалёку от села работает посадочная площадка «Хохлацкая-1».

## Галерея
- Дорожный указатель
- На улице села Мичуринское